# Numalis
 (mars 2020).
Numalis est une société d’édition de logiciels de correction de calculs.
Les secteurs d’application de ces outils sont ceux de l’aéronautique, l’aérospatial et la Défense.

## Histoire
La société a été créée en 2015 par Arnault Ioualalen, Matthieu Martel et Nicolas Normand en lien avec les travaux de thèse d’Arnault Ioualalen. Le but est alors de commercialiser un logiciel automatisé permettant d'optimiser la précision numérique des calculs et de corriger les erreurs le cas échéant, qu'elles proviennent de l'arrondi ou de la représentation du nombre. La startup a été accompagnée par différents incubateurs dont la SATT AxLR de Montpellier.
En 2017, la société est sélectionnée au sein de l'un des programmes du GICAT afin de développer son logiciel dans le domaine de l'armement,.
En 2018, Numalis reçoit le soutien d’Airbus Développement.
En 2019, deux appels à projets au sein du PEA Man Machine Teaming lui sont attribués[source secondaire nécessaire].